# NGC 5079
NGC 5079 é uma galáxia espiral barrada (SBbc/P) localizada na direcção da constelação de Virgo. Possui uma declinação de -12° 41' 59" e uma ascensão recta de 13 horas, 19 minutos e 37,9 segundos.
A galáxia NGC 5079 foi descoberta em 11 de Maio de 1784 por William Herschel.